# Joan Ferrer i Miró
Joan Ferrer i Miró (Vilanova i la Geltrú, 1850 - Barcelona, 28 de desembre de 1931) fou un pintor català destacat durant l'època de la Restauració borbònica.

## Biografia

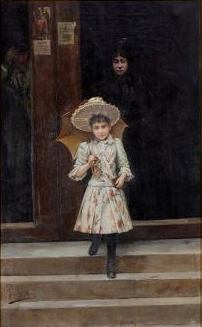
Sortida de missa, conservada a la Biblioteca Museu Víctor Balaguer

Fill d'un fuster, va néixer en una casa del carrer Sant Francesc de Vilanova i la Geltrú. Va rebre les primeres clases a Vilanova, des d'on va partir cap a Barcelona per a continuar els seus estudis a l'Acadèmia de Pere Borrell del Caso i a l'Escola de la Llotja. A l'acadèmia de Pere Borrell va conèixer i establir amistat amb Romà Ribera. Fins i tot van arribar a compartir taller.
També va rebre classes d'Antoni Caba a la societat barcelonina artístico-recreativa "El Gavilán", on rebia classes juntament amb Simó Gómez, Eusebi Planas o Lluís Labarta. En aquesta època destacà com a retratista i va dibuixar a la burgesia catalana i a diversos vilanovins.
Entre 1874 i 1879 va marxar a Itàlia pensionat per Ferrer Vidal i Pau Soler, a estudiar a l'Acadèmia Espanyola de Roma, on va transformar el seu discurs estilístic i va començar a fer teles de caràcter més costumista.
Un altre cop a Vilanova, va obrir la primera acadèmia de pintura i dibuix de la ciutat al segon pis del núm. 5 de la placa dels Cotxes, d'on van sortir pintors com Gaspar Miró i Lleó.
Més endavant es va traslladar a viure a Barcelona, al carrer de la Llibreteria de Ciutat Vella, i va començar a fer obres on es reflectien els actes de la nova burgesia barcelonina sorgida de la Febre de l'Or. El 1885 va presentar al Centre d'Aquarel·listes de Barcelona la seva obra "Amateur", que sembla un preludi d'una de les seves obres mestres, Exposició pública d'un quadre, medalla d'or a l'Exposició Universal de 1888. Aquest quadre el va adquiri la Diputació Provincial, per cedir-ho més tard al Museu d'Art Modern de Barcelona. Actualment es troba exposat a la col·lecció permanent d'Art Modern del Museu Nacional d'Art de Catalunya.
El 1891 va rebre l'encàrrec de l'església de Santa Maria del Mar per pintar un quadre a l'oli representant un Sagrat Cor de Jesús, per ser col·locat damunt del sagrari de l'anomenada església dins d'un marc daurat. Aquesta obra va ser destruïda el 1936.
A la Biblioteca-Museu Víctor Balaguer es pot veure la seva obra Sortida de missa.
Des del 1906 es va dedicar a la pedagogia i a realitzar litografies didàctiques. Va realitzar 17 quaderns pedagògics amb el títol El dibujo al alcance de todos, que van servir per aprendre a dibuixar a diverses generacions a l'escola.
Va morir el 28 de desembre de 1931 i fou enterrat al cementiri del Sud-oest de Vilanova i la Geltrú.

## Premis i reconeixements
- 1888- Medalla d'or a l'Exposició Universal de Barcelona per la seva obra Exposició pública d'un quadre
- 1898- Primer Premi a l'Exposició de Belles Arts de Barcelona

## Exposicions rellevants
- 1882- Exposició Regional de Vilanova i la Geltrú. (Platja de Vilanova, Carrer d'un poble, Retrat i Sant Francesc dAssís)
- 1929- Exposició d'Art del Penedes. Vilanova i la Geltrú. (Retrat i una Natura morta)
- 1912- Exposició artística de l'Ateneu (2n Congrés Regional d'Ateneus i Associacions de Cultura)
- 1959- Foment Vilanoví
- 1965- Biblioteca Museu Víctor Balaguer. Vilanova i la Geltrú
- 1997- Biblioteca Museu Víctor Balaguer. Vilanova i la Geltrú[4]